# Шептальский
Шептальский — хутор в Крымском районе Краснодарского края. Входит в состав Пригородного сельского поселения.

## География
Расположен на реке Шидс.
| 1999 | 2002 | 2010 |
| ---- | ---- | ---- |
| 416  | ↘328 | ↘325 |

### Улицы
| - пер. Абинский, - пер. Нижний, - пер. Широкий, - ул. Горная, - ул. Калинина, - ул. Мичурина, | - ул. Молодёжная, - ул. Ореховая, - ул. Пролетарская, - ул. Широкая, - ул. Шоссейная. |

## Население
| 1999 | 2002 | 2010 |
| ---- | ---- | ---- |
| 416  | ↘328 | ↘325 |